# 吉田正樹 (実業家)
吉田 正樹（よしだ まさき、1925年2月3日 - 1993年2月6日）は、日本の経営者。三菱油化(現在の三菱ケミカル)社長を務めた。山口県下関市出身。

## 経歴・人物
1947年に九州帝国大学工学部電気工学科を卒業し、同年に商工省に入省した。1963年4月に三菱油化に移り、1973年2月に取締役に就任し、常務、専務を経て、1981年3月に社長に就任した。
1984年11月に藍綬褒章を受章した。
1993年2月6日肝不全のため死亡。68歳没。